# Onnela
Onnela (Lycklig plats) är en finländsk TV-serie som är en variant på den svenska dramakomedin Solsidan.
I april 2017 utkommer MTV3 med en finsk version av Solsidan, och serien kommer att sändas under 2018 på MTV3. I finska C More hade serien premiär 23 november 2017. Onnela har sålts till Sverige och börjar sändas i svenska C More 2018.

## Handling
Tandläkare Antti (Eero Ritala) och hans gravida fru, skådespelaren Saara (Elena Leeve), flyttar till Anttis barndomshem i Borgå. Antti tror att villalivet ska möjliggöra ett självständigt familjeliv, men inser snabbt att han lever mitt i en medelklassdröm – eller mardröm – tillsammans med sin mamma, sina grannar och sitt pinsamma förflutna. 

## Rollista i urval
- Eero Ritala – Antti Hyvärinen (Alex, Säsong 1-)
- Elena Leeve – Saara Mäkinen (Anna, Säsong 1-)
- Pekka Strang – Markus Aalto (Fredde, Säsong 1-2)
- Max Forsman – Markus Aalto (Fredde, Säsong 3-)
- Anna-Maija Tuokko – Mette Aalto (Mickan, Säsong 1-)
- Santtu Karvonen – Jorma Kemppainen (Ove, Säsong 1-)
- Pirjo Heikkilä – Titta Kemppainen (Annette, Säsong 1-)
- Leena Uotila – Kaija Hyvärinen (Margareta, Säsong 1-4)
- Kalevi Merilahti – Henri Aalto (Victor, Säsong 1-)
- Venla Kivistö – Beata Aalto (Ebba, Säsong 1-)
- Saara Kotkaniemi – Kristiina (Lussan, Säsong 1-)
- Sampo Sarkola – Jyri (Ludde, Säsong 1-2)
- André Wickström – Jyri (Ludde, Säsong 3-)
- Evy Lindholm – Vilma Hyvärinen (Wilma, Säsong 1-)
- Emil Lindholm & Onni Payne – Jarmo Hyvärinen (Love, Säsong 4-)